# Яоя Осити

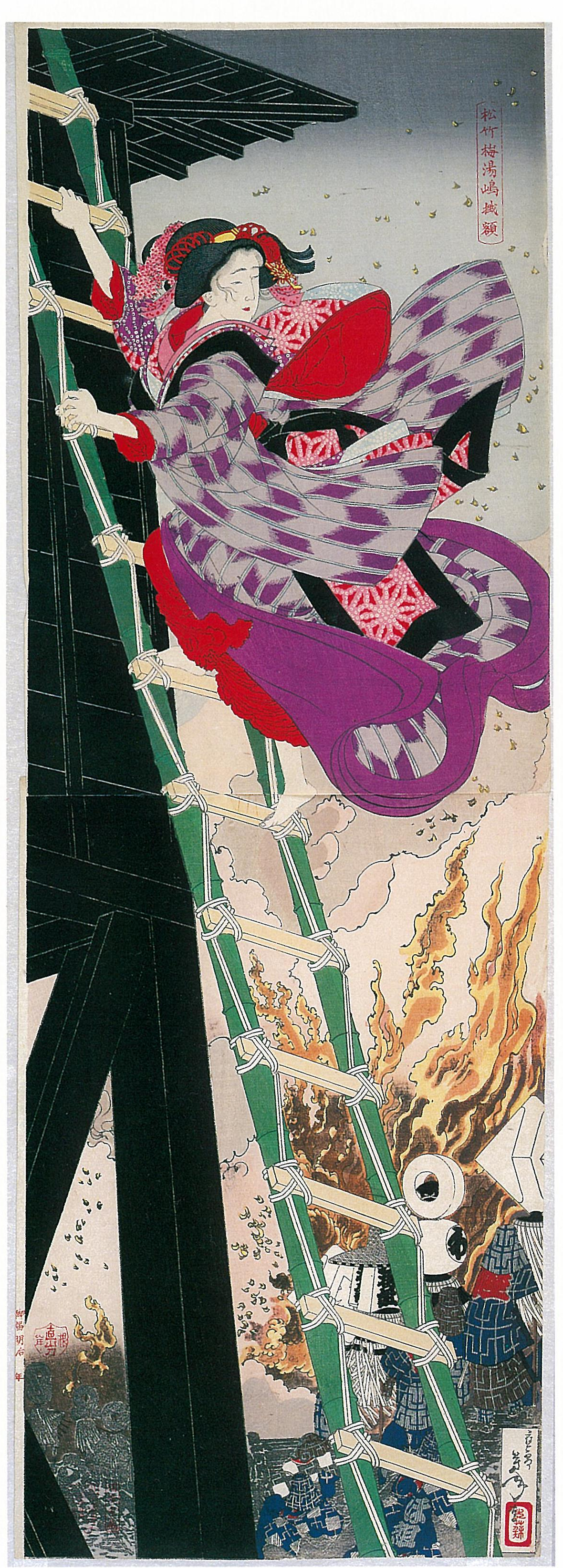
Осити, укиё-э илюстрация Цукиока Ёситоси, 19-го века

Яоя Осити (Нихонго:八百屋お七 букв. Зеленщик Осити; ок. 1667 год Хонго,Бункё, Токио, Феодальная Япония – 29 марта 1683 года там же) – была дочерью зеленщика Таробэя, который жил в районе Хонго в начале периода Эдо..
Согласно записям, в начале декабря 1682 года она встретила пажа местного храма Икута Сёносукэ и влюбилась в него. Однако в начале правления тэнна Рэйгэна в храме её любовника "Сёсэн-ин" произошел крупнейший пожар, и Икута Сёносукэ не пережил его. 
Обезумев от горя и не смирившись с утратой Яоя Осити, на годовщину пожара она пробралась внутрь храма с намерением его поджечь, думая что таким образом она сможет вновь встретится с возлюбленным в ином мире. Однако внутри её обнаружили и задержали охранники храма
Согласно тогдашним законам суд должен был приговорить Яоя Осити к казни. Однако судья не хотел этого, а напротив решил помочь подсудимой. Казнить можно было лишь тех, кто был старше 16-ти лет. Судья который отлично знал возраст преступницы, спросил её: «Тебе, должно быть, пятнадцать лет, не так ли?», однако та честно ответила, что ей уже шестнадцать. Судья вновь переспросил, является ли та пятнадцатилетней? Однако девушка, не поняв намёка, вновь честно ответила. В конце концов Яоя Осити по решению суда была сожжена на костре.
Её образ и история стали основой для многих японских пьес и опер. А также в Токио есть мемориал Яоя Осити.